# Sidecar TT

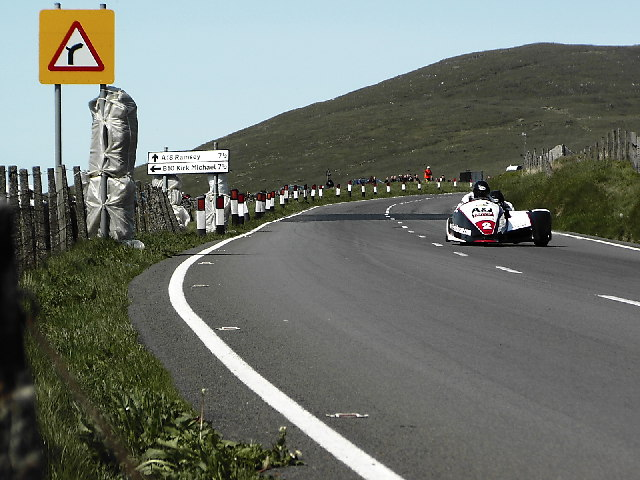
Un sidecar in gara.

La Sidecar TT è una competizione motociclistica che si svolge durante il Tourist Trophy, evento che si tiene ogni anno sull'Isola di Man. Dal 1954 al 1976 era parte del Campionato mondiale di motociclismo.

## Storia
I sidecar hanno gareggiato per la prima volta sull'Isola di Man nel 1923. La gara si svolgeva sullo Snaefell Mountain Course che veniva percorso tre volte per un totale di 181 km (113 miglia). La competizione fu vinta da Freddie Dixon (pilota) e Walter Perry (passeggero) su un sidecar "special" Douglas alla media di 85.53 km/h (53.15 miglia orarie). A partire dal Tourist Trophy del 1926, a causa dello scarso numero di iscritti, la gara venne eliminata.
Nel 1954 venne reintrodotta con la limitazione di cilindrata per i motori a 500 cm³. La gara si disputava sul Clypse Course, tracciato che venne utilizzato fino all'edizione del 1959. A partire dal 1960 si ritornò ad utilizzare il "circuito di montagna". Nel 1968 venne introdotta una classe di sidecar che utilizzavano motori da 750 cm³. Questa categoria però non aveva valore per il campionato del mondo non esistendo una corrispondente categoria nei regolamenti della federazione motociclistica. Nel 1976 furono introdotte delle modifiche regolamentari: la cilindrata dei motori fu portata a 1000 cm³, unificando così le due precedenti cilindrate, e venne deciso di svolgere la gara in due frazioni. Infine nel 1990 venne introdotta la categoria "Formula 2" della Federazione Motociclistica Internazionale. Con questa nuova modifica sono permessi i motori la cui cilindrata non sia superiore ai 350 cm³, se 2 tempi, o 600 cm³ nel caso dei 4 tempi.

## Cronologia
- 1923-1925 Prime edizioni della gara
- 1926-1953 Non disputata
- 1954-1959 Sidecar con cilindrata non superiore ai 500 cm³. Le gare si svolgevano sul Clypse Course
- 1960-1974 La gara ritornò sullo Snaefell Mountain Course
- 1975-1989 Viene introdotta la cilindrata di 1000 cm³
- dal 1990      Introduzione della categoria "Formula 2".